# Hypognatha putumayo
Hypognatha putumayo Levi, 1996 è un ragno appartenente alla famiglia Araneidae.

## Etimologia
Il nome della specie deriva dalla zona colombiana di rinvenimento degli esemplari: il dipartimento di Putumayo

## Caratteristiche
Il paratipo femminile rinvenuto ha dimensioni: cefalotorace lungo 1,59mm, largo 1,36mm; opistosoma lungo 2,9mm, largo 3,5mm.

## Distribuzione
La specie è stata reperita nella Colombia meridionale: nei pressi di Buena Vista, nel Dipartimento di Putumayo.

## Tassonomia
Al 2014 non sono note sottospecie e dal 1996 non sono stati esaminati nuovi esemplari.